# Korearachne jinju
Genre
Espèce
 Korearachne jinju, unique représentant du genre Korearachne, est une espèce fossile d'araignées. Elle est considérée comme une Entelegynae incertae sedis.

## Distribution
Cette espèce a été découverte à Sacheon en Corée du Sud. Elle date du Crétacé supérieur,.

## Publication originale
- Selden, Nam, Kim & Kim, 2012 : A fossil spider from the Cretacous of Korea. Journal of Palaeontology, vol. 86, no 1, p. 1–6.